# Шведи (Підкарпатське воєводство)
Шведи (пол. Szwedy) — село в Польщі, у гміні Яроцин Ніжанського повіту Підкарпатського воєводства.
Населення — 318 осіб (2011).
У 1975-1998 роках село належало до Тарнобжезького воєводства.

## Демографія
Демографічна структура станом на 31 березня 2011 року:
|          | Загалом | Допрацездатний вік | Працездатний вік | Постпрацездатний вік |
| -------- | ------- | ------------------ | ---------------- | -------------------- |
| Чоловіки | 167     | 39                 | 106              | 22                   |
| Жінки    | 151     | 30                 | 83               | 38                   |
| Разом    | 318     | 69                 | 189              | 60                   |